# Oskar Helcel
Oskar Helcel (* 24. prosince 1995) je český audiovizuální umělec a fotograf.

## Život a dílo
Diplomoval na Katedře fotografie na pražské FAMU v ateliérech Markéty Kinterové a Hynka Alta. Během studia absolvoval studijní stáž na Fakultě výtvarného umění v Brně v ateliéru Intermediální tvorby.
Ve svých dílech se vyjadřuje k působení pozdního kapitalismu v kontextu městského prostoru, zejména s konceptem tzv. developerismu (privatizaci města a gentrifikaci). Ve svých performativních video-esejích odkrývá třídní a ekonomické nerovnosti.
Získal čestné uznání v evropské soutěži uměleckých diplomových prací START POINT Prize 2020. V roce 2022 byl finalistou soutěžní sekce festivalu PAF Jiné vize.
Je spoluzakladatelem a aktivním členem divadelní skupiny Akolektiv Helmut, s níž byl nominován na Talent roku 2020 v Cenách divadelní kritiky. V roce 2024 získal Cenu Jindřicha Chalupeckého.
V roce 2024 vyšla odborná kniha Osvěta, kultura, zábava: Kulturní domy v Československu, ke které Helcel dodal fotografie.

## Vybraná díla
Výběr z díla:
- Osvěta, kultura, zábava: Kulturní domy v Československu (2024, kniha s fotografiemi Oskara Helcela)[8]
- Zaha Project: Under Construction (2023, performativní videoesej o kontroverzní stavbě Central Business District na Masarykově nádraží v Praze)
- Zaha Project: It's Buildable (2020, performativní videoesej o kontroverzní stavbě Central Business District na Masarykově nádraží v Praze)
- Tekoucí dům (2019, videoinstalace v Galerii Jelení)
- Crystal (2018, video)

## Vybrané výstavy
Výběr z výstav:
- PAF Other Visions, Galerie XY, 2022
- Glajcha, Studio Josefa Sudka, 2022
- Tekoucí Dům, Galerie Jelení, Praha, 2020
- Argumented Reality, online výstava, NFA, 2021
- Domy kultury, Centrum a Nadace pro současné umění Praha, ve spolupráci s Martinem Netočným, 2019
- Kino nehraje (s Martinem Netočným), Galerie PZ, Praha, 2018
- Není nutno (s Martinem Netočným), galerie sam83, Česká Bříza, 2017